# Penly
Penly és un municipi francès situat al departament del Sena Marítim i a la regió de Normandia. L'any 2007 tenia 323 habitants.

## Demografia

### Població
El 2007 la població de fet de Penly era de 323 persones. Hi havia 107 famílies de les quals 16 eren unipersonals (8 homes vivint sols i 8 dones vivint soles), 24 parelles sense fills, 55 parelles amb fills i 12 famílies monoparentals amb fills.
La població ha evolucionat segons el següent gràfic:
Habitants censats

### Habitatges
El 2007 hi havia 125 habitatges, 109 eren l'habitatge principal de la família, 12 eren segones residències i 5 estaven desocupats. Tots els 125 habitatges eren cases. Dels 109 habitatges principals, 66 estaven ocupats pels seus propietaris, 41 estaven llogats i ocupats pels llogaters i 1 estava cedit a títol gratuït; 1 tenia una cambra, 3 en tenien dues, 10 en tenien tres, 39 en tenien quatre i 55 en tenien cinc o més. 102 habitatges disposaven pel capbaix d'una plaça de pàrquing. A 41 habitatges hi havia un automòbil i a 62 n'hi havia dos o més.

### Piràmide de població
La piràmide de població per edats i sexe el 2009 era:
| Homes | Edats   | Dones |
| ----- | ------- | ----- |
| 0     | 95 o +  | 0     |
| 0     | 90 a 94 | 0     |
| 0     | 85 a 89 | 0     |
| 0     | 80 a 84 | 4     |
| 0     | 75 a 79 | 4     |
| 12    | 70 a 74 | 8     |
| 0     | 65 a 69 | 0     |
| 0     | 60 a 64 | 0     |
| 12    | 55 a 59 | 0     |
| 8     | 50 a 54 | 16    |
| 16    | 45 a 49 | 8     |
| 16    | 40 a 44 | 12    |
| 16    | 35 a 39 | 24    |
| 16    | 30 a 34 | 24    |
| 4     | 25 a 29 | 4     |
| 0     | 20 a 24 | 4     |
| 20    | 15 a 19 | 4     |
| 20    | 10 a 14 | 24    |
| 32    | 5 a 9   | 16    |
| 12    | 0 a 4   | 4     |

## Economia
El 2007 la població en edat de treballar era de 224 persones, 151 eren actives i 73 eren inactives. De les 151 persones actives 133 estaven ocupades (76 homes i 57 dones) i 18 estaven aturades (8 homes i 10 dones). De les 73 persones inactives 27 estaven jubilades, 29 estaven estudiant i 17 estaven classificades com a «altres inactius».

### Ingressos
El 2009 a Penly hi havia 112 unitats fiscals que integraven 333 persones, la mediana anual d'ingressos fiscals per persona era de 14.711 €.

### Activitats econòmiques
Dels 17 establiments que hi havia el 2007, 10 eren d'empreses extractives, 1 d'una empresa de fabricació de material elèctric, 3 d'empreses de comerç i reparació d'automòbils, 1 d'una empresa de transport, 1 d'una empresa d'hostatgeria i restauració i 1 d'una empresa financera.
Dels 2 establiments de servei als particulars que hi havia el 2009, 1 era un taller de reparació d'automòbils i de material agrícola i 1 restaurant.
L'any 2000 a Penly hi havia 5 explotacions agrícoles.

## Equipaments sanitaris i escolars
El 2009 hi havia una escola elemental integrada dins d'un grup escolar amb les comunes properes formant una escola dispersa.

## Poblacions més properes
El següent diagrama mostra les poblacions més properes.